# 吉野樹
吉野 樹（よしの たつき、1994年7月13日 - ）は、埼玉県三郷市出身のハンドボール選手。日本ハンドボールリーグのトヨタ車体所属。

## 経歴
明治大学時代は2014年の関東学生ハンドボール・春季リーグで優秀新人賞を受賞。秋季リーグでは優秀選手に選ばれた。
2015年は第20回男子ジュニア世界選手権の日本代表U-21に選出された。同年の秋季リーグでは92得点を挙げ、得点王のタイトルを獲得。
2016年は第23回世界学生選手権の日本代表U-24に選出。春季リーグでは95得点を挙げ、2季連続で得点王に輝き、最優秀選手賞を受賞。秋季リーグでは3季連続の得点王（86得点）となり、優秀選手賞を受賞した。同年の全日本学生ハンドボール選手権大会（インカレ）では優秀選手賞を受賞。
2017年1月に日本ハンドボールリーグのトヨタ車体へ加入。背番号は「23」。同年2月18日の大崎電気戦で初出場を果たした。同シーズンは2試合に出場したが、無得点に終わった。シーズン終了後の5月に行われた第7回社会人選手権では最優秀新人賞に選ばれた。
2017-18年シーズンから背番号を「18」へ変更。同シーズンはリーグ4位タイの126得点を記録し、最優秀新人賞を受賞した。
2018年の第8回社会人選手権ではベストセブンを受賞。6月に行われたジャパンカップで日本代表に初選出された。2018-19年シーズンは初のベストセブン賞を受賞。プレーオフではトヨタ車体の初優勝に貢献し、最高殊勲選手賞を受賞した。

## 詳細情報

### 年度別成績
| 年       | チーム     | 試合 | フィールド 得点 | 率   | 7m    | 合計    | 警告 | 退場 | 失格 |
| -------- | ---------- | ---- | --------------- | ---- | ----- | ------- | ---- | ---- | ---- |
| 2016-17  | トヨタ車体 | 2    | 0/3             | .000 | 0/0   | 0/3     | 0    | 0    | 0    |
| 2017-18  | トヨタ車体 | 24   | 117/197         | .594 | 9/12  | 126/209 | 2    | 3    | 0    |
| 2018-19  | トヨタ車体 | 24   | 117/187         | .626 | 20/21 | 137/208 | 1    | 2    | 0    |
| JHL：3年 | JHL：3年   | 50   | 234/387         | .605 | 29/33 | 263/420 | 3    | 5    | 0    |

- 各年度の太字はリーグ最高

### タイトル・表彰

#### 日本ハンドボールリーグ
- 最高殊勲選手賞：1回 (2018年)
- 殊勲選手賞：1回 (2017年)
- ベストセブン賞：1回 (2018年)
- 最優秀新人賞 (2017年)

#### 社会人選手権
- 最優秀新人賞 (2017年)
- ベストセブン：2回 (2018年・2019年)

### 記録

#### 日本ハンドボールリーグ
- フィールドゴール初得点：2017年9月3日、対北陸電力戦（北陸電力福井体育館フレア）[18]
- 7mスロー初得点：2017年9月10日、対トヨタ自動車東日本戦（小松総合体育館）[19]

### 背番号
- 23 (2017年)
- 18 (2017年 - )

## 代表歴

### 日本代表
- 世界選手権 (2019年)
- アジア競技大会 (2018年)
- ジャパンカップ (2018年・2019年)
- 日韓定期戦 (2018年・2019年)
- インターナショナルマッチ (2018年)
- 欧州遠征 (2019年)

#### 大会別成績
| 年     | 大会       | 対戦国                 | フィールド 得点 | 率   | 7m  | 合計 | 警告 | 退場 | 失格 |
| ------ | ---------- | ---------------------- | --------------- | ---- | --- | ---- | ---- | ---- | ---- |
| 2019年 | 世界選手権 | 北マケドニア戦 (予選)  | 2/6             | .333 | 0/0 | 2/6  | 0    | 0    | 0    |
| 2019年 | 世界選手権 | クロアチア戦 (予選)    | 3/6             | .500 | 0/0 | 3/6  | 0    | 0    | 0    |
| 2019年 | 世界選手権 | スペイン戦 (予選)      | 2/6             | .333 | 0/0 | 2/6  | 0    | 0    | 0    |
| 2019年 | 世界選手権 | アイスランド戦 (予選)  | 2/3             | .667 | 0/0 | 2/3  | 0    | 0    | 0    |
| 2019年 | 世界選手権 | バーレーン戦 (予選)    | 2/7             | .286 | 0/0 | 2/7  | 1    | 0    | 0    |
| 2019年 | 世界選手権 | 朝鮮戦 (21-24位戦)     | 3/5             | .600 | 0/0 | 3/5  | 0    | 0    | 0    |
| 2019年 | 世界選手権 | アンゴラ戦 (21-24位戦) | 1/5             | .200 | 0/0 | 1/5  | 0    | 0    | 0    |